# Bárdi Sándor
Bárdi Sándor (Szeged, 1943. július 11. – Szeged, 2009. május 8.) magyar operaénekes (tenor) és énektanár.

## Élete
Hegedülni, zongorázni, énekelni tanult. 1971-től oktatott a Juhász Gyula Tanárképző Főiskolán. 1973 és 1977 között Sziklay Erika és Mikó András növendékeként elvégezte a budapesti Zeneakadémia ének–opera szakát. 1975-ben Irmgard Seefried mesterkurzusán vett részt Bécsben.
1977-től a Szegedi Nemzeti Színház magánénekese volt. Lírai tenor szerepkörben működött, mellette gyakran fellépett oratóriumszólistaként és dalénekesként is. Európa számos országában (Ausztria, Svájc, Németország, Olaszország, Hollandia) vendégszerepelt. Egészsége megromlása miatt visszavonult a színpadtól, és kizárólag a tanításnak szentelte idejét. Kezdetben a Zeneakadémia szegedi tagozatán, majd a Szegedi Tudományegyetem művészeti karán volt magánénektanár.
Sírja a szegedi alsóvárosi temetőben található.

## Főbb szerepei
- Bizet: Carmen – Remendado
- Donizetti: Lammermoori Lucia – Lord Edgard Ravenswood
- Donizetti: Don Pasquale – Ernesto
- Erkel: Hunyadi László – V. László
- Erkel: Bánk bán – Ottó
- Kovách Andor: Medea – Fiú
- Mozart: Szöktetés a szerájból – Belmonte; Pedrillo
- Mozart: Così fan tutte – Ferrando
- Muszorgszkij: Borisz Godunov – A falu bolondja
- Puccini: Turandot – Altoum császár
- Ránki György: Pomádé király új ruhája – Dani
- Rossini: A sevillai borbély – Almaviva gróf
- Szőnyi Erzsébet: Adáshiba – Imrus